# Moldavská jeskyně
Moldavská jeskyně je rozsáhlá jeskyně v Medzevské pahorkatině, která se nachází přímo ve městě Moldava nad Bodvou. Je dlouhá více než 3000 metrů, vstup je v nadmořské výšce cca 205 metrů.
Jeskyně leží v intravilánu města, ve vápencovém svahu v lokalitě Hazalutov, v blízkosti jeskyně Mníchova diera. Její systém sestává z labyrintu chodeb, propojujících nízké prostory, což ztěžuje pohyb i zkušeným jeskyňářům. Místní veřejnosti je již dlouho známá, což dokazují nástěnné nápisy, datované do roku 1624. O přítomnosti člověka svědčí úlomky keramiky lidí bukovohorské kultury z 5. tisíciletí př. n. l., jakož i archeologické nálezy z 10. až 12. století.
O Moldavskou jeskyni se dlouhodobě zajímají jasovští a košičtí jeskyňáři, kteří prostory zaměřili a nadále zkoumají. Navzdory množství výzkumů v minulosti nebyly mnohé z nich publikovány. Jeskynní prostory byly v roce 1984 uzavřeny, aby se zabránilo poškození jeskyně, ale zejména zajistila ochrana zdraví místních občanů (v minulosti se tam ztratilo několik návštěvníků).